# Шишкин, Александр Павлович (Герой Советского Союза)

Бюст на аллее Героев в городе Пласт

Алекса́ндр Па́влович Ши́шкин (12 февраля 1917, Верхняя Санарка, Оренбургская губерния — 21 июля 1949, Московская область) — лётчик-ас, заместитель командира эскадрильи 32-го гвардейского истребительного авиационного полка (3-я гвардейская истребительная авиационная дивизия, 1-й гвардейский истребительный авиационный корпус, 15-я воздушная армия, Брянский фронт). Герой Советского Союза.

## Биография
Родился 12 февраля 1917 года в посёлке Верхняя Санарка в крестьянской семье. После окончания 3-го курса Миасского педагогического техникума работал учителем. В 1936 году призван в РККА. В 1938 году окончил Качинскую военную авиационную школу пилотов.
С июня 1942 года воевал на Донском, Сталинградском, Юго-Западном, Калининском, Северо-Западном, Брянском, 1-м и 2-м Прибалтийском, 1-м Белорусском фронтах.
К 21 августа 1943 года заместитель командира эскадрильи 32-го гвардейского истребительного авиационного полка гвардии капитан Шишкин совершил 132 боевых вылета, провёл 67 воздушных боёв, лично уничтожил 3 бомбардировщика и 11 истребителей противника.
Указом Президиума Верховного Совета СССР от 28 сентября 1943 года гвардии капитану Шишкину Александру Павловичу присвоено звание Героя Советского Союза.
С мая по ноябрь 1944 года гвардии майор Шишкин был заместителем командира, а с ноября 1944 года назначен командиром 63-го гвардейского истребительного авиационного полка. За период войны произвёл 216 успешных боевых вылетов, в 72 воздушных боях лично сбил 20 самолётов противника.
После войны продолжил службу в ВВС. C марта 1948 года — командир 196-го иап. 21 июля 1949 года полковник Шишкин погиб в авиационной катастрофе при выполнении тренировочного полёта на самолёте Ла-15. Похоронен в посёлке Кубинка Московской области.

## Награды
- Медаль «Золотая Звезда» (28.09.1943)[2];
- два ордена Ленина (23.10.1942[4]; 28.09.1943);
- три ордена Красного Знамени (28.03.1944[5]; 14.10.1944[6]; ?);
- орден Александра Невского (31.07.1945)[3];
- орден Отечественной войны II степени (23.02.1943[7]);
- медали.

## Память
- Бюст Героя Советского Союза А. П. Шишкина установлен в городе Пласт Челябинской области.
- Имя Героя присвоено школе, в которой он учился.